# Tasiusaq (Nanortalik)
Tasiusaq [ˌtasiuˈsɑq] (nach alter Rechtschreibung Tasiussaĸ) ist eine grönländische Siedlung im Distrikt Nanortalik in der Kommune Kujalleq.

## Lage
Tasiusaq liegt am Eingang einer gleichnamigen Bucht, die in den Tasermiut Kangerluat (Ketilsfjord) mündet. Ein Weg verbindet Tasiusaq mit der am Nordufer der Bucht liegenden vier Kilometer entfernten Farm Saputit sowie der weiter nördlich gelegenen Farm Nuugaarsuk und der Farm Nalasut am Südufer der Bucht. Die nächsten größeren Siedlungen sind das 23 km südlich gelegene Narsarmijit und der Distrikthauptort Nanortalik 24 km in westsüdwestliche Richtung.

## Geschichte
Tasiusaq wurde 1933 von Schäfern gegründet und wurde anschließend auch von Fischern und Jägern besiedelt. 1940 lebten 52 Menschen in Tasiusaq. 1942 wurde eine Schulkapelle errichtet. 1945 wurde die Errichtung eines Depots in Tasiusaq diskutiert und im Jahr darauf die Erhöhung zum Udsted, was vorerst abgewiesen wurde. Erst 1960, als bereits 135 Personen in Tasiusaq wohnten, wurde ein Laden errichtet und der Ort erhielt den Status als Udsted, woraus der heutige Dorfstatus entstand. 1961 wurde eine Werkstatt errichtet. Zudem gab es ein Versammlungsgebäude. 1966 wurde eine Radioantenne und 1968 eine Telestation errichtet.

## Wirtschaft

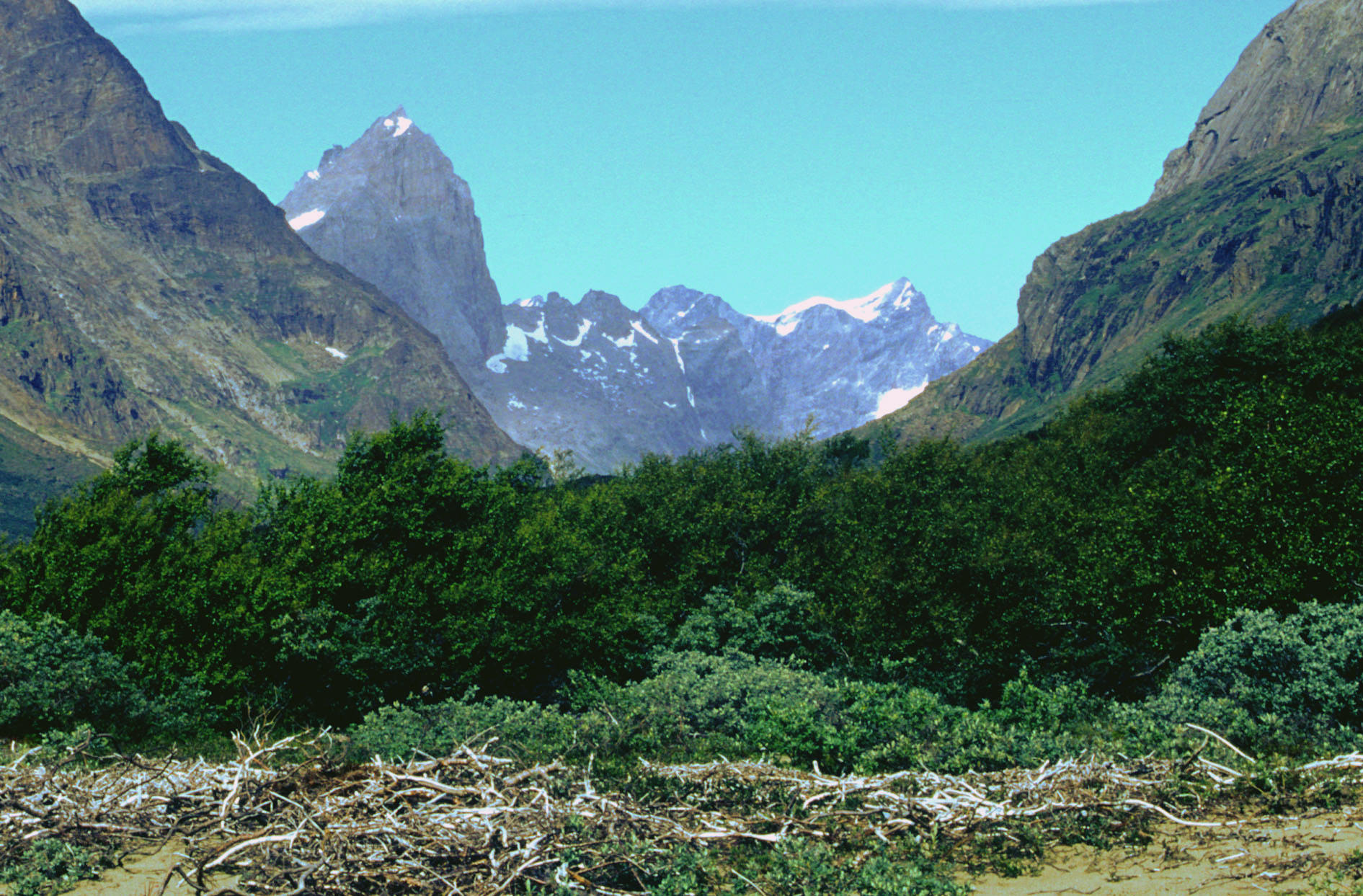
Wald im Qinnguatal

Tasiusaq lebt von der Schafzucht und in steigendem Grad vom Tourismus. Die für Grönland einzigartige Natur nördlich des Orts mit dem einzigen Waldgebiet Grönlands am Qinnguatal lockt zahlreiche Wandertouristen an. Außerdem werden in der Umgebung Robben gejagt und Forellen und Lachse im Fjord gefangen. Die Verarbeitungsfabrik wurde bei einem durch einen Kurzschluss ausgelösten Brand 2007 zerstört. Es wurde die Errichtung einer Tangfabrik erwogen. Weitere Arbeitsmöglichkeiten bieten sich in der Verwaltung, im Laden und in der Schule.

## Infrastruktur und Versorgung
Der Hafen von Tasiusaq befindet sich im Westen des Dorfs. Zusätzlich befindet sich ein Pontonsteg im Süden. Der Heliport Tasiusaq liegt nahe dem Hafen und bindet den Ort per Luft.
Das Kraftwerk des Orts wurde 2011 ausgebaut. Die Wasserversorgung erfolgt über die Stauung einiger kleiner Wasserläufe direkt nördlich des Dorfs. Der Müll wird deponiert und verbrannt und Abwasser in Boden und Fjord geleitet.

## Bebauung
Die Schule von Tasiusaq unterrichtet etwa sechs Schüler bis zur siebten Klasse aus dem Dorf selbst und den umliegenden Farmen. Im Ort gibt es zudem ein Servicegebäude, eine Gemeinschaftswerkstatt, eine Brandstation und eine Pilersuisoq-Filiale. Im Westen liegt der Friedhof und im Osten ein größerer Fußballplatz.

## Sport
Aus Tasiusaq stammt der 1954 gegründete Fußballverein Eĸaluk-54 Tasiusaq, der sich seit 2007 regelmäßig für die Schlussrunde der Grönländischen Fußballmeisterschaft qualifizieren konnte und 2009 den dritten Platz belegte.

## Bevölkerungsentwicklung
Die Einwohnerzahl von Tasiusaq ist stark rückläufig. Bis 2004 war die Bevölkerungszahl noch relativ konstant, aber hat sich mehr als halbiert in den letzten knapp 15 Jahren.